# Calle del Arquitecto Escobedo
La calle del Arquitecto Escobedo es una vía pública de la ciudad española de Segovia.

## Descripción
La vía conecta la plaza del Salvador con la calle de Almira. Honra con el nombre a Juan de Escobedo, arquitecto natural de la localidad cántabra de La Montaña al que se le confió la restauración del acueducto en el siglo XV. La calle aparece descrita en Las calles de Segovia (1918) de Mariano Sáez y Romero con las siguientes palabras:

Arquitecto Escobedo.—Esta calle va desde la plazuela del Salvador a la calle de los Cañuelos. Era fray Juan Escobedo, cuyo nombre recuerda este tránsito, un fraile jerónimo, de 28 años de edad, cuando el Prior del Parral, Pedro de Usera le designó para el difícil cometido de reconstruir los arcos derruídos del Acueducto, que eran treinta y seis en el trecho que corre desde San Francisco a la Concepción, hoy calle de Almira. Duraron las obras de 1484 al 89, en que murió prematuramente el notable restaurador, que hizo con su obra un acabado trabajo, pues aunque en los arcos hay algún indicio del estilo gótico, se adelantó más de medio siglo a los imitadores del renacimiento. El coste de la obra fué de 2.343,371 maravedises.
(Sáez y Romero, 1918, pp. 11-12)